# Ignaz Franz Schrecker
Ignaz Franz Schrecker (bis 1876: Isak Schrecker; auch: Ignác Ferenc Schrecker, Ignácz Franz Schrecker; geb. 6. März 1834 in Golčův Jeníkov (Goltschjenikau) in Böhmen, gest. 22. Jänner 1888 in Ungenach (Oberösterreich)) war ein aus Tschechien stammender, österreich-ungarischer Fotograf.

## Lebensweg
Isak Schrecker war ein Sohn des jüdischen Handschuhmachers Noë Salomon Schrecker und seiner Frau Maria Berger.
Schrecker war zunächst als Zeichenlehrer tätig, unter anderem in Komárno. Vor 1862 eröffnete er dann ein Fotoatelier in Budapest, in dem er zeitweise bis zu zehn Mitarbeiter beschäftigte. Von 1865 bis 1870 führte er zusammen mit Pál Ekl noch ein zweites Fotostudio dort. Er fertigte vor allem Porträtfotos, aber auch Ganzkörperaufnahmen an.

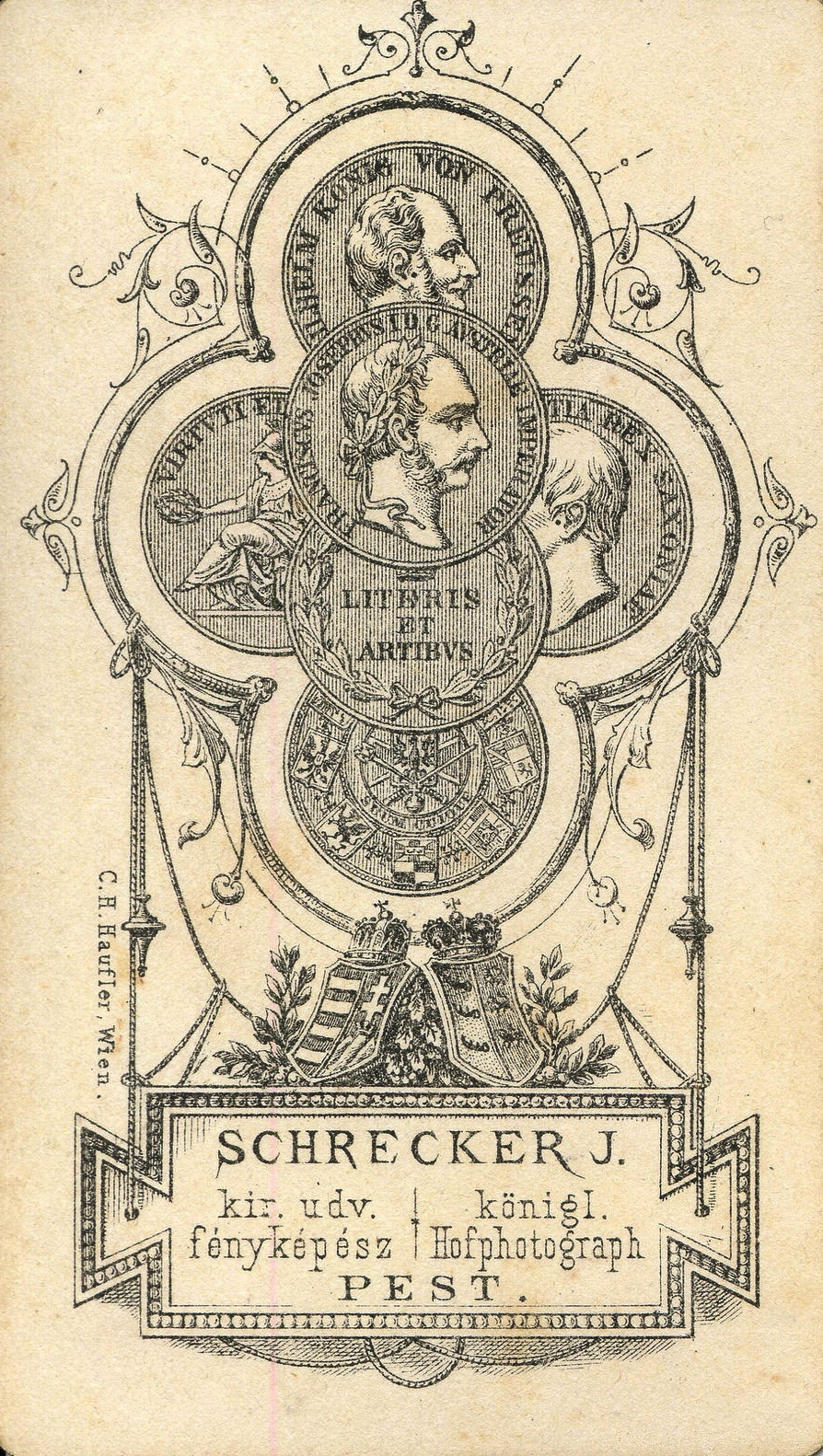
Rückseite einer Fotografie von Ignaz Franz Schrecker, 1870

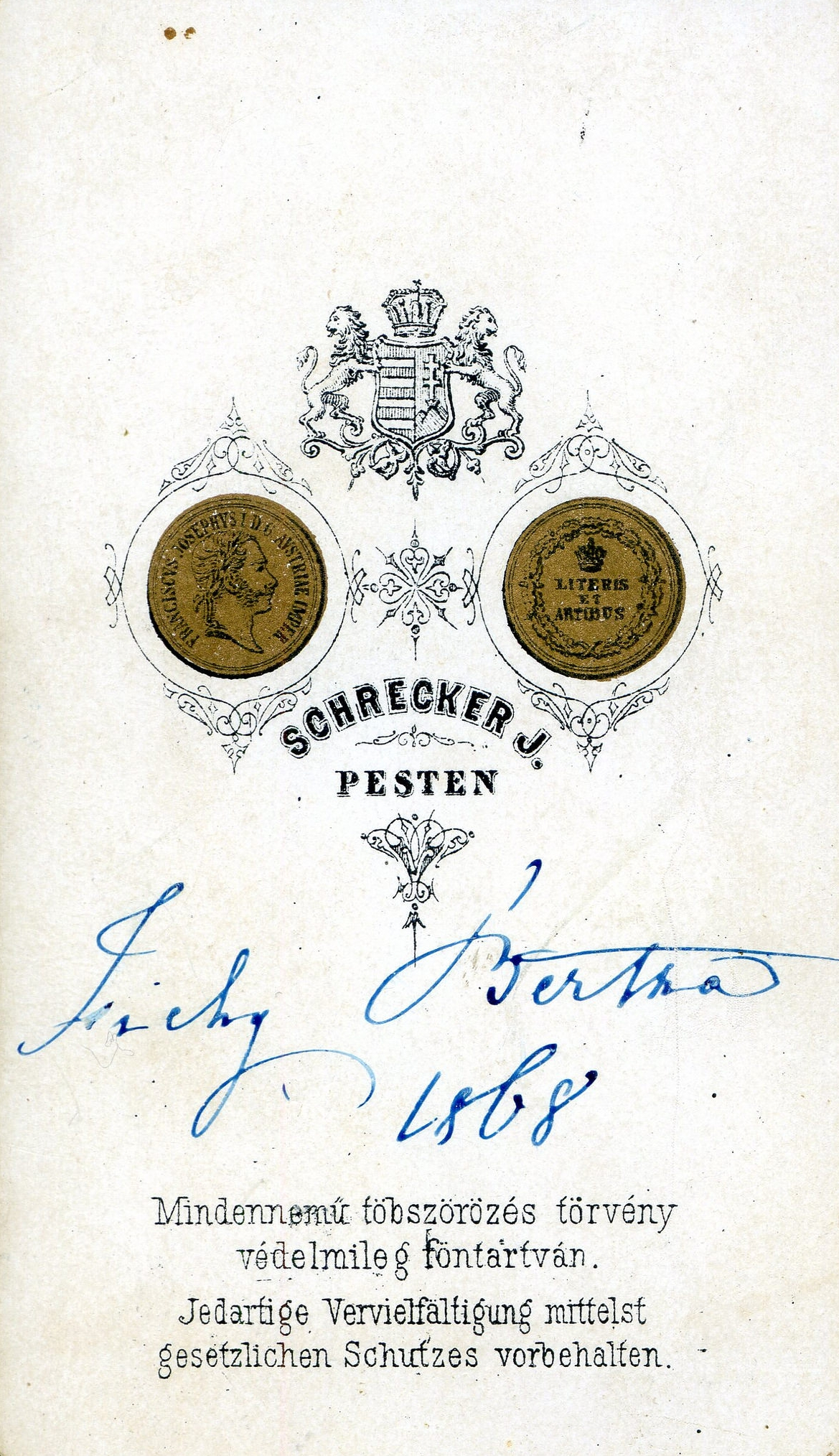
Rückseite einer Fotografie von Ignaz Franz Schrecker, 1868

1865 fertigte Ignác Schrecker mehrere Alben mit Porträtfotos der Mitglieder der Ungarischen Akademie der Wissenschaften an. Er fotografierte unter anderem den österreichischen Kaiser Franz Joseph I. (1869), den österreichischen Kronprinzen Rudolf (1869, 1870), mehrere österreich-ungarische Adlige und Persönlichkeiten aus Wissenschaft und Politik.
Aus Schreckers erster Ehe ging im Jahr 1857 der Fotograf Maximilian Schrecker (Miksa Schrecker) hervor.
Im Jahr 1876 trat Isak Schrecker zur evangelischen Konfession über und änderte seinen Vornamen zu Ignaz. Ebenfalls ab 1876 war er in zweiter Ehe mit Eleonore von Clossmann (1854–1919) verheiratet. Im selben Jahr übergab er sein Atelier an Maximilian Schrecker, seinen Sohn aus erster Ehe, verließ Budapest und betrieb in den folgenden Jahren Ateliers in Wien (1877–82), Spa und Brüssel (1876–77), Monaco (1878–79), Cilli (Celje, 1880) und Pola (Pula, 1881), im Juli 1881 in Linz.
In Monaco kam am 23. März 1878 der Komponist und Librettist Franz Schreker als Ignaz Franz Schreckers Sohn aus zweiter Ehe (mit Eleonore von Clossmann) zur Welt.
Ignaz Franz Schrecker gab zahlreiche Alben mit – teilweise von ihm selbst von Hand kolorierten – Fotos heraus, u. a. „Bazár“ (1864), „Reichstags-Album“ (1868), ein Album von Pola und seinem Hafen (1881), das Album „Magyar hölgykoszorú album“ (dt. etwa: „Ungarisches Damenkranzalbum“) und ein Album oberösterreichischer Damenschönheiten (1884).
Schrecker starb am 22. Januar 1888 in Ungenach (Oberösterreich) im Alter von nur 54 Jahren an Tuberkulose.

### Maximilian Schrecker
Ignaz Franz Schreckers Sohn aus erster Ehe, der 1857 geborene Maximilian Schrecker, übernahm 1876 das Pester Fotostudio seines Vaters, verkaufte es jedoch bereits 1878 wieder und war in der Folge, zeitweilig gemeinsam mit Péter Kalmár, unter anderem 1883 in Bratislava (Preßburg/Pozsony), 1894 in Esseg (Eszék/Osijek) tätig, wo er die Erlaubnis erhielt, den Titel eines niederländischen Hoffotografen zu führen. Von 1905 bis 1926 führte er ein Atelier in Preßburg und eröffnete 1915 eine Filiale in Pola.

## Auszeichnungen
- Große goldene Medaille für Wissenschaft und Kunst von Österreich (1867)
- Auszeichnung Litteris et Artibus (1868)
- Goldmedaillen von Preußen, Sachsen und Württemberg (1876)
- württembergischer Hoffotograf (1870)
- österreich-ungarischer Hoffotograf (1871)
- niederländischer Hoffotograf (1871)
- belgischer Hoffotograf (1876)